# تاماريندو
تاماريندو هي مقاطعة تقع في سانتا كروس كانتون في غواناكاسته في كوستاريكا.